# Али (Италия)
Вижте пояснителната страница за други значения на Али.
Алѝ (на италиански и на сицилиански: Alì) е село и община в Южна Италия, провинция Месина, автономен регион и остров Сицилия. Разположено е на 450 m надморска височина. Населението на общината е 823 души (към 2011 г.).